# Martin-Luther-Straße 9 (Bad Kissingen)

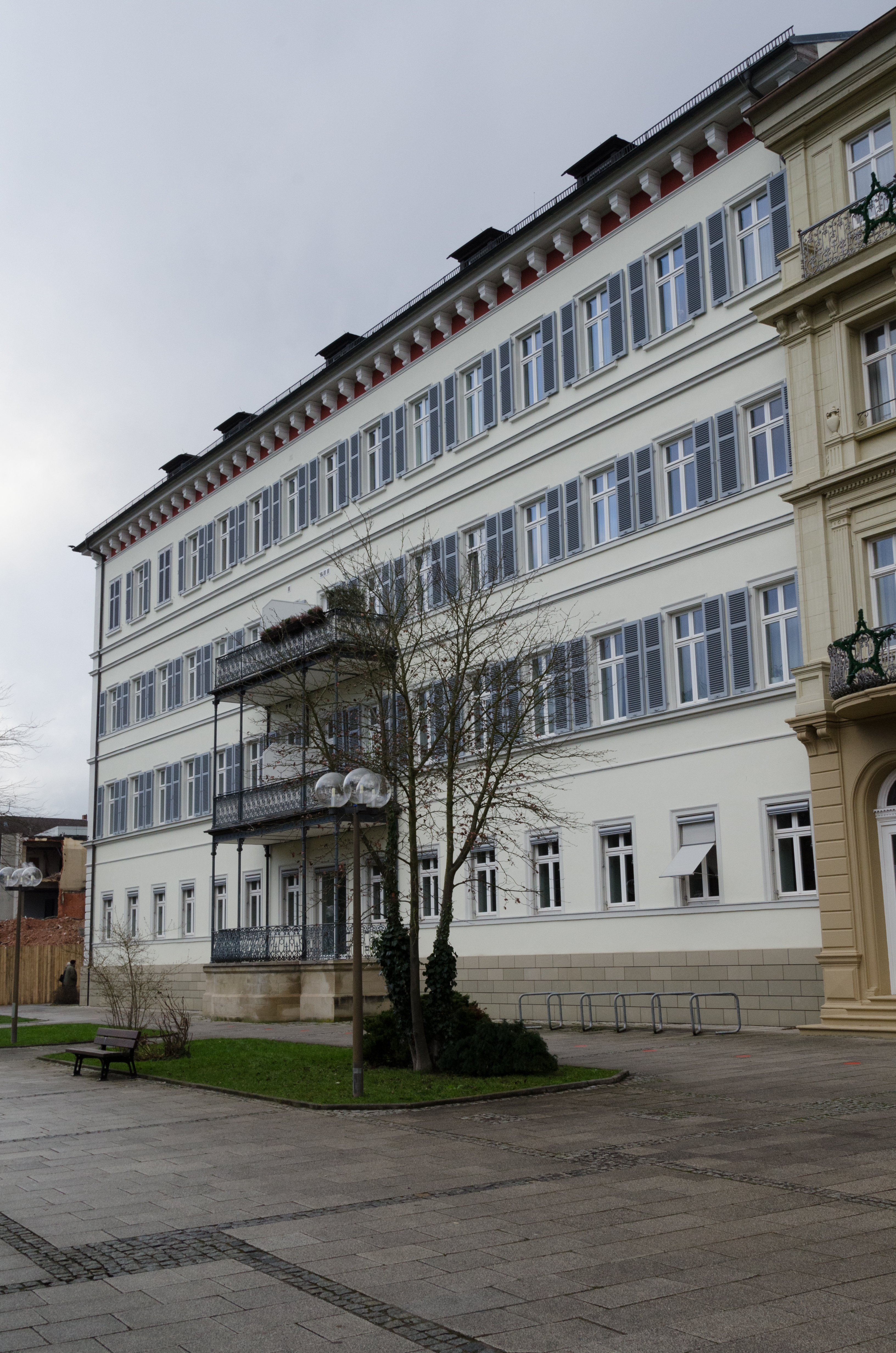
Martin-Luther-Straße 9 in Bad Kissingen

Das Gebäude Martin-Luther-Straße 9 in der Martin-Luther-Straße in Bad Kissingen, der Großen Kreisstadt des unterfränkischen Landkreises Bad Kissingen, gehört zu den Bad Kissinger Baudenkmälern und ist unter der Nummer D-6-72-114-313 in der Bayerischen Denkmalliste registriert.

## Geschichte

### Anfänge
Das Anwesen (zunächst Haus Hemmerich, später Haus Hailmann) entstand um 1835 als Kurhotel und Poststation. Das Gebäude wurde im klassizistischen Stil mit flachem Walmdach und ursprünglich drei Geschossen angelegt.
Der Bau des Anwesens geht auf den königlich-bayerischen Posthalter Georg Eduard Hemmerich (1797–1853) aus Münnerstadt zurück, dessen Ehe Frau Anna-Maria, geb. Hailmann, ein Vermögen von 20.000 fl. in die Ehe brachte. Da die Ehe kinderlos blieb, vermachte er die Hälfte seines Vermögens dem Pfarrer Hohmann'schen Spital, einem von Pfarrer Hohmann (Amtszeit in Bad Kissingen: 1647–1657) gegründeten Heim für alte und kranke Bürger.
Nach dem Tod von Anna-Maria Hemmerich im Jahr 1877 übernahm ihr Verwandter Kommerzienrat Philipp Hailmann das Anwesen.

### Teil des Kaiserhofs Victoria
Im Jahr 1899 verband Georg Liebscher, Eigentümer des benachbarten Kaiserhofs Victoria, das Anwesen über einen Erweiterungsbau über der Hofeinfahrt mit dem  Kaiserhof Victoria. In diesem Zusammenhang wurde der mittlere, von einem Balkon übergriffene Eingang des Gebäudes entfernt; im Gegenzug entstand der heutige eiserne Balkonaufbau.
Um 1900 verkaufte Besitzer Eduard Hemmerich beziehungsweise dessen Erbe Philipp Hailmann das Anwesen an Georg Liebscher, den Besitzer des Kaiserhofs Victoria, wodurch das Gebäude Bestandteil des Kaiserhofs wurde. Im Jahr 1924 wurde es an das Erscheinungsbild des Kaiserhofs Victoria angeglichen, indem ein Stockwerk ergänzt wurde und die Überbauung über der Hofeinfahrt eine Kuppelbekrönung erhielt. In der Folgezeit stellte der Kaiserhof Victoria einen dreiteiligen, einheitlichen Gebäudekomplex dar. Die Kuppelbekrönung wurde nach dem Zweiten Weltkrieg entfernt.

### Nach dem Kaiserhof Victoria
Im Jahr 1914 beabsichtigte Georg Liebscher, das Anwesen um ein viertes Stockwerk zu erweitern, zog den Bauantrag aber am 15. Juli 1914 wieder zurück.
Auf Grund wirtschaftlicher Schwierigkeiten im Hotelbetrieb wurde das Gebäude im Jahr 1936 an die Bayerische Vereinsbank verkauft (Edi Hahn nennt das Jahr 1929). Diese nutzte das Anwesen als Wohn-, Bank- und Verwaltungsgebäude. Nun erfolgte auch die bereits von Liebscher geplante Aufstockung des Gebäudes um ein Stockwerk.
Als die Bayerische Vereinsback um 1970 das Nachbargrundstück erwarb und dort den heutigen Neubau ihrer Geschäftsstelle errichtete, wurde die doppelläufige Freitreppe des Hauses Martin-Luther-Straße 9 entfernt.